# Méfou-et-Afamba
Méfou-et-Afamba är ett departement i Kamerun.   Det ligger i regionen Centrumregionen, i den södra delen av landet, 50 km öster om huvudstaden Yaoundé.